# قصر دسمان
قصر دسمان، بناه حاكم الكويت الثامن الشيخ جابر المبارك الصباح بعام 1904 في مكان رأس عجوزة، وأكمل بنائه الشيخ أحمد الجابر الصباح حاكم الكويت العاشر بعام 1930 وجعله مقر سكنه الرسمي. يعد القصر المقر الرسمي لتجمعات أبناء وأحفاد الشيخ أحمد الجابر الصباح على الرغم من إنهم تركوا الإقامة فيه، عدا الشيخ جابر الأحمد الصباح حيث أنه كان يسكن بالقصر حتى وفاته. يعد حالياً أحد القصور التاريخية بالكويت كما أنه ما زال محافظاً على البناء القديم الذي بُني فيه مع بعض التطورات الطفيفة. و يقع القصر على شارع الخليج العربي بالقرب من أبراج الكويت.

## أعلام
- فريحة الأحمد